# Флаг Стрельны
Флаг внутригородского муниципального образования посёлок Стре́льна в Петродворцовом районе города Санкт-Петербурга Российской Федерации — опознавательно-правовой знак, служащий официальным символом муниципального образования.
Ныне действующий флаг утверждён решением Муниципального Совета Муниципального образования посёлок Стрельна от 17 августа 2010 года № 58 и 25 сентября 2010 года внесён в Государственный геральдический регистр Российской Федерации с присвоением регистрационного номера 6312.

## Описание
«Флаг Муниципального образования посёлок Стрельна представляет собой прямоугольное полотнище синего цвета с соотношением сторон 2:3, воспроизводящее символику герба Муниципального образования посёлок Стрельна в синем, белом и жёлтом цветах. Обратная сторона флага Муниципального образования посёлок Стрельна является зеркальным отображением его лицевой стороны».
Геральдическое описание герба гласит: «В лазоревом поле серебряные морской якорь в левую перевязь и стрела остриём вверх, положенные накрест, сопровождаемые во главе золотой звездой о пяти лучах…».

## Символика
Флаг символизирует, что Стрельна является морским портом, расположенным в устье реки Стрелка, выход из которого в Финский залив сориентирован «Прямо и Верно» на Полярную звезду.
Синий цвет означает красоту местности и её величие.

## История
20 июня 1995 года, распоряжением Главы администрации Петродворцового района Санкт-Петербурга № 833, был утвержден флаг и герб посёлка Стрельна. Описание флага гласило:

Флаг представляет собой полотнище голубого цвета с соотношением сторон 2:3. На голубом фоне положен белый (серебряный) Андреевский крест через всё поле и жёлтая (золотая) звезда в центре верхнего треугольника. В нижней половине полотнища пологой горизонтальной дугой располагается зелёная лента с жёлтыми (золотыми) окаймляющими полосами и надписью жёлтыми буквами девиза: «Прямо и верно».

Несмотря на данное описание, в книге «История и геральдика земли Ленинградской» приведён рисунок флага с изображением поверх звезды надписи «Стрельна».
В конце декабря 1995 года посёлок Стрельна был наделён статусом муниципального округа Санкт-Петербурга и уставом муниципального округа «Посёлок Стрельна», принятым решением муниципального совета посёлка Стрельна от 21 января 1998 года № 22, флаг был закреплён за муниципальным образованием «Посёлок Стрельна».
После муниципальной реформы 2006 года этот флаг был закреплён за внутригородским муниципальным образованием посёлок Стрельна.
4 марта 2010 года, решением Муниципального Совета муниципального образования посёлок Стрельна № 08, был принят проект положения о гербе и флаге муниципального образования посёлок Стрельна для внесения поправок, дополнений и изменений к данному положению. Описание флага гласило:

Флаг Муниципального образования посёлок Стрельна представляет собой прямоугольное полотнище голубого цвета, в центре которого изображены серебряные морской якорь и стрела, положенные накрест, и над ними золотая звезда. Отношение ширины флага к его длине 2:3. Обратная сторона флага Муниципального образования посёлок Стрельна является зеркальным отображением его лицевой стороны.

6 апреля 2010 года, решением Муниципального Совета муниципального образования посёлок Стрельна № 28, данный флаг был утверждён в качестве официального символа муниципального образования.
В связи с рекомендациями Геральдического совета при Президенте Российской Федерации, решением Муниципального Совета Муниципального образования посёлок Стрельна от 17 августа 2010 года № 58, было признано утратившим силу предыдущее решение и утверждены новые (ныне действующие) описание и рисунок флага.